# Корхаан білочеревий
Корхаан білочеревий (Eupodotis senegalensis) — вид птахів родини дрохвових (Otididae).

## Поширення
Вид поширений у саванах, сухих луках та скребах в Субсахарській Африці від Мавританії на схід до Сомалі і на південь до ПАР.

## Опис
Це відносно дрібний вид дрохви, завдовжки від 48 до 61 см. Верхня частина тіла та груди світло-коричневі, черево біле. Шия сіра. У дорослої самиці на голові є сіра корона, коричнева широка лінія нижче ока і чорна цятка на горлі. Дорослий самець має чорну корону, чорні лінії на білих щоках і чорне горло.

## Спосіб життя
Птах мешкає у сухих луках, саванах на пасовищах. Трапляється парами або сімейними групами, що складаються з 3-4 особин. Території сімейних груп досить великі і займають близько 40 га. Живиться комахами, дрібними хребетними, ягодами, квітами, травами. Сезон гніздування відбувається в різні періоди: з липня по жовтень у Західній Африці, з червня по жовтень у центрі Сахелю, з березня по червень на Африканському Розі, з жовтня по травень у регіонах Східної Африки, вересень-жовтень в Анголі, грудень у Замбії та жовтень-лютий у ПАР. Вид, ймовірно, моногамний, але колективно захищає свою територію групами з трьох-чотирьох особин. Гніздо має вигляд невеликої ямки у землі. У кладці одне-три яйця.

## Підвиди
- E. s. senegalensis (Vieillot, 1821), поширений від Мавританії на схід до Еритреї;
- E. s. canicollis (Reichenow, 1881), з Ефіопії на південь до Танзанії;
- E. s. erlangeri (Reichenow, 1905), Кенія, Західна Танзанія;
- E. s. mackenziei C. M. N. White, 1945, від Габону до Замбії;
- E. s. barrowii (J. E. Gray, 1829), Ботсвана, ПАР, Есватіні.